# Барисал (област)
Барисал (на бенгалски: বরিশাল বিভাগ) е една от 7-те области на Бангладеш. Населението ѝ е 8 147 000 жители (2011 г.), а площта 13 644,85 кв. км. Основана е през 1797 г. под друго име. Намира се в часова зона UTC+6 в южноцентралната част на страната. Развито е производството на ориз.

## Население
Преброявания на населението през годините:
|      | Население |
| 1991 | 7 462 643 |
| 2001 | 8 173 718 |
| 2011 | 8 325 666 |